# George Reid (chính khách Úc)
Sir George Houstoun Reid (25 tháng 2 năm 1845 – 12 tháng 9 năm 1918) là Thủ hiến của tiểu bang New South Wales và là thủ tướng Úc thứ tư.